# Anders Bäckegren
Anders Bäckegren (* 25. Juli 1968 in Göteborg) ist ein ehemaliger schwedischer Handballspieler.
Bäckegren spielte anfangs in seiner Heimat bei BK Heid und Redbergslids IK. Im Jahr 1996 wechselte er zum damaligen deutschen Zweitligisten VfL Bad Schwartau. Mit Schwartau stieg er zwei Jahre später in die Bundesliga auf. Nachdem sich Bäckegren im Dezember 2000 seinen zweiten Kreuzbandriss seiner Karriere zuzog, beendete er kurz darauf seine Karriere.
Bäckegren bestritt 57 Länderspiele für die schwedische Nationalmannschaft, in denen er 92 Tore warf. Mit Schweden gewann er die Silbermedaille bei den Olympischen Spielen 1992 in Barcelona.